# Любимов, Николай Матвеевич
Николай Матвеевич Любимов (9 мая 1852 — 20 февраля 1906) — патологоанатом, заслуженный профессор, декан медицинского факультета и ректор Императорского Казанского университета (1905—1906).

## Биография
Окончил Уфимскую гимназию и медицинский факультет Императорского Казанского университета со званием лекаря и уездного врача (1875). Студентом за сочинение «Критическая оценка оперативных методов лечения заворота и выворота век» удостоен денежной премии. По окончании университета оставлен сверхштатным помощником прозектора при кафедре патолого анатомии.
Командирован за границу для научного усовершенствования (1877), где большую часть времени провел в Страсбурге в лаборатории известного патолога Реклингаузена, посетил знаменитый патологоанатомический музей Рокитанского в Вене (1977); в последующем ещё три раза посещал европейские научные центры для научной стажировки и ознакомления с их работой.
Защитил докторскую диссертацию «К вопросу о происхождении гигантских клеток при туберкулезе» (1879). Приват-доцент кафедры патолого анатомии (1880), экстраординарный профессор (1885), ординарный профессор (1891) этой кафедры. Декан медицинского факультета (1896—1905). Заслуженный профессор Императорского Казанского университета (1905). Основоположник казанской школы патологоанатомов: пионер экспериментальных микробиологических исследований и родоначальник преподавания медицинской микробиологии на медицинском факультете, внес большой вклад в создание музея патологической анатомии Казанского университета, много сделал для усовершенствования преподавания патологической анатомии, способствовал организации новых клиник и был инициатором создания и строительства при Казанском университете бактериологического института, впервые начал проводить в Казани вскрытия новорожденных; обнаружив при желчном тифоиде в тканях возбудителя возвратного тифа — спирохеты Обермейера, доказал тождество желчного тифоида и возвратной горячки; им разработаны микробиологические методики; внес достойную лепту в борьбу с таким грозным заболеванием того времени как дифтерия.
Кроме своего специального предмета, Любимов занимался глазными болезнями. Был известен, как прекрасный преподаватель. Им было опубликовано свыше 20 научных исследований и издано несколько переводов. Большинство его работ были напечатаны на русском и немецком языках; из них наибольшего внимания заслуживают исследования о желчном тифоиде и о бугорчатых палочках Коха. «Курс патологической анатомии» (литографированный) выдержал 6 изданий, «Курс бактериологических методов исследований» — 2 издания.
Любимову удалось создать целую школу патологоанатомов и многочисленные его ученики обнародовали множество работ из его лаборатории. Н. М. Любимова, как и его учителя профессора А. В. Петрова, справедливо считают основоположником казанской школы патологоанатомов. Под его руководством было выполнено 19 докторских диссертаций, его ученики заняли кафедры на медицинских факультетах в Санкт-Петербургском Императорском университете, Императорском Николаевском университете и Императорском Казанском университете.
В эпоху первой русской революции 1905 года, когда накал политических страстей, особенно среди студенческой молодежи, достиг критической черты, университет возглавил Н. М. Любимов. Ректорская страничка в его жизни кратковременна: 5 месяцев и 14 дней. Вот как описывает этот период жизни Н. М. Любимова его ученик, профессор П. П. Заболотнов:

«Николай Матвеевич был безупречно коллегиальным человеком, и он никогда не приносил в жертву интересов коллегии своим. Корпорация оценила в нём это качество, удостоив его чести быть первым избранным ректором по даровании вновь русским университетам автономных прав. … Ректору постоянно приходилось иметь дело с крайне взволнованным и взвинченным студенчеством, подчас терявшим всякое равновесие. В это время от представителя корпорации требовалось очень много самообладания и такта. Николай Матвеевич, однако, с честью выходил подчас из очень трудных положений. Его доброта, любовное отношение к своему ближнему, его тонкое понимание человеческой души указывали ему всегда правильный путь».

Научные интересы: Патологическая анатомия и патогенез инфекционных, паразитарных и глазных болезней, онкопатология, и др.
Автор 57 научных публикаций, в том числе единственной в то время обширной монографии "К учению об острой лейкемии, в которой детально описал патологоанатомические изменения во всех органах и тканях при этой болезни, и двух учебных пособий «Курс патологической анатомии» и «Курс бактериологических методов исследования» (1888). Член и председатель Казанского общества врачей.
Будучи в Петербурге на совещании по университетской реформе, Н. М. Любимов внезапно заболел и 20 февраля 1906 г. скончался от правостороннего гнойного плеврита. Его тело было доставлено в Казань и в сопровождении многолюдной процессии захоронено на Арском кладбище.